# Tesseney
Tesseney (tigrinja: ተሰነይ, arabisk:تسني), er en by i det vestlige Eritrea, i Gash-Barka. Byen ligger ved floden Gash, sydøst for Kassala i Sudan. Byen var midtpunkt for mange kampe under Eritreas selvstændighedskamp, da store dele af byen blev ødelagt. Selv efter gradvis genopbygning er byen fortsat omgivet af landminer.

## Oversigt
Tesseney ligger 45 kilometer fra grænsen med Sudan og ca 115 kilometer vest for Barentu. Tesseney har en befolkning bestående af flere etniske grupper, og indbyggertallet var 18.889 i 2005. I udkanten af Tesseney i nord er det et par bakker med udsigt over lavlandet og bjergene i Sudan. Bønder syd for Tesseney har fortalt om løvebrøl, og der er blevet set og fotograferet en ung hanløve i sommeren 2006. Efter dette har der ikke været flere observationer, men bønder fortæller fortsat om genlyd fra løvebrøl om natten. 

## Navn
Navnet Tessenei, diminutiv af Seney, eller Tesseney, er ikke oprindelig  tigrinja, men tigre, og betyder "lad det være hyggeligt at bo". Byen kaldes også Sabbot af sine oprindelige lokale indbyggere. I 1929 blev byen af italienske kolonister kaldt "Gasperini-bygden" (opkaldt efter en tidligere guvernør fra kolonimagten i Eritrea, som kom fra Treviso i Italien).

## Historie
Under kolonitiden var både Tessenei og landsbyen Ali Ghider centre for et enormt landbrugsprojekt ved hjælp af kunstvanding fra Gash-floden. Projektet dateres tilbage til 1905, da den italiensk ingeniør Nicola Coles fremlagde en studie, som viste muligheder for et sådant projekt. Arbejdet startede i 1924 og omfattede en liden dam og en liden indsø til at samle vand og en række andre anlæg og vandingskanaler til at vande omtrent 10.000 hektar land. Den vigtigste afgrøde var bomuld, og hele produktionen blev eksporteret til Italien. Der blev bygget et anlæg til behandling af bomuld, en stor mølle til behandling af frø, et kraftværk, et værksted og et moderne bomuldsspinderi. En smalsporet jernbanelinje blev bygget for at forbinde Tesseney med Kassala i Sudan. Denne jernbanelinje har næsten været forsvundet siden begyndelsen af 1960-erne.
Krigshandlinger har ført til, at de fleste koloniale projekter og bygningsværker er blevet ødelagte, men Tesseney har fortsat nogen italienske relikvier.
Under Eritreas selvstændighedskamp (1961–1991) var Tesseney åsted for hårde kampe og blev gentagne gange bombet. Byen var vigtig på grund af sin nærhed til grænsen til Sudan, hvorfra de eritreiske oprørere modtog våben og forsyninger. Tesseney blev påført omfattende skader men var i 1988 også den første by, som blev befriet. Uden for Tesseney, lige ved Haykota, er der opsat en statue til minde om Hamid Idris Awate, som affyrede de første skud i Eritreas selvstændighedskamp den 1. september 1961.

## Økonomi
Byen er en markedsby med blandt andet nomadiske handelsmænd. Torvet foran moskeen har mange forskellige boder med skræddere, cafeer, barer og andre butikker. Det er et travlt valutamarked, hvor saudi-arabiske riyal og sudanske pund bliver vekslet til eritreiske nakfa. Souken er præget af mad og krydderier fra Sudan. Tesseney er en transitby for flygtninge, som vender tilbage fra flygtninglejrene i Sudan.
Under regntiden (juli til september) er de fleste områder omkring Tesseney ufremkommelige, men den nylig byggede asfaltvej fra Barentu til Tesseney gør bilture til denne grænselandsby mulig. Dagligt går busser til Kassala i Sudan, Barentu og Asmara.
15°06′36″N 36°39′27″Ø / 15.11°N 36.6575°Ø